# King Horn
King Horn est un roman courtois en moyen anglais du XIIIe siècle.

## Manuscrits
King Horn subsiste dans trois manuscrits :
- Harleian 2253, conservé au British Museum ;
- Laud. Misc 108, conservé à la bibliothèque Bodléienne ;
- Gg. iv. 27. 2, conservé à la bibliothèque de l'université de Cambridge.

## Autres versions
L'histoire de Horn est reprise au XIVe siècle dans un autre roman, Horn Childe and Maiden Rimnild. Une ballade populaire, Hind Horn, s'en inspire également.